# 陳啟明 (1953年)
陳啟明（1953年12月1日—2015年12月17日），籍貫廣東台山市，於澳門出生，是澳門中聯辦前副主任。

## 簡歷
陳啟明於1960年起就讀澳門穎川學校、婦聯子弟學校及濠江中學，最後取得澳門東亞大學公開學院社會科學學士。1970年進入澳門中國國貨公司工作，先後加入澳門百貨辦館業職工會、店員工會等工會並成為會務骨幹。1984年8月調任南光集團工作，1986年7月任新華社澳門分社社工部副部長，1997年1月升任部長。2000年1月至2006年8月擔任澳門中聯辦社工部部長。2006年8月起晉升澳門中聯辦副主任，亦曾是第十屆全國人大代表、第十二屆全國政協委員、第二屆澳門特區行政長官選舉委員會委員。2015年12月17日上午11時22分病逝鏡湖醫院，12月27日於鏡湖殯儀館設靈，翌日出殯。

## 資料來源
1. 1 2 3 4 5 6 7 8  . 澳門日報B5版. 2015年12月23日. （繁體中文）
2. 1 2 3  . 澳門電台. 2015年12月23日  [2015年12月23日]. （原始内容存档于2016年1月23日）.（繁體中文）
3. 1 2  . 澳門日報A3版. 2015年12月23日. （繁體中文）